# Vic Hayes

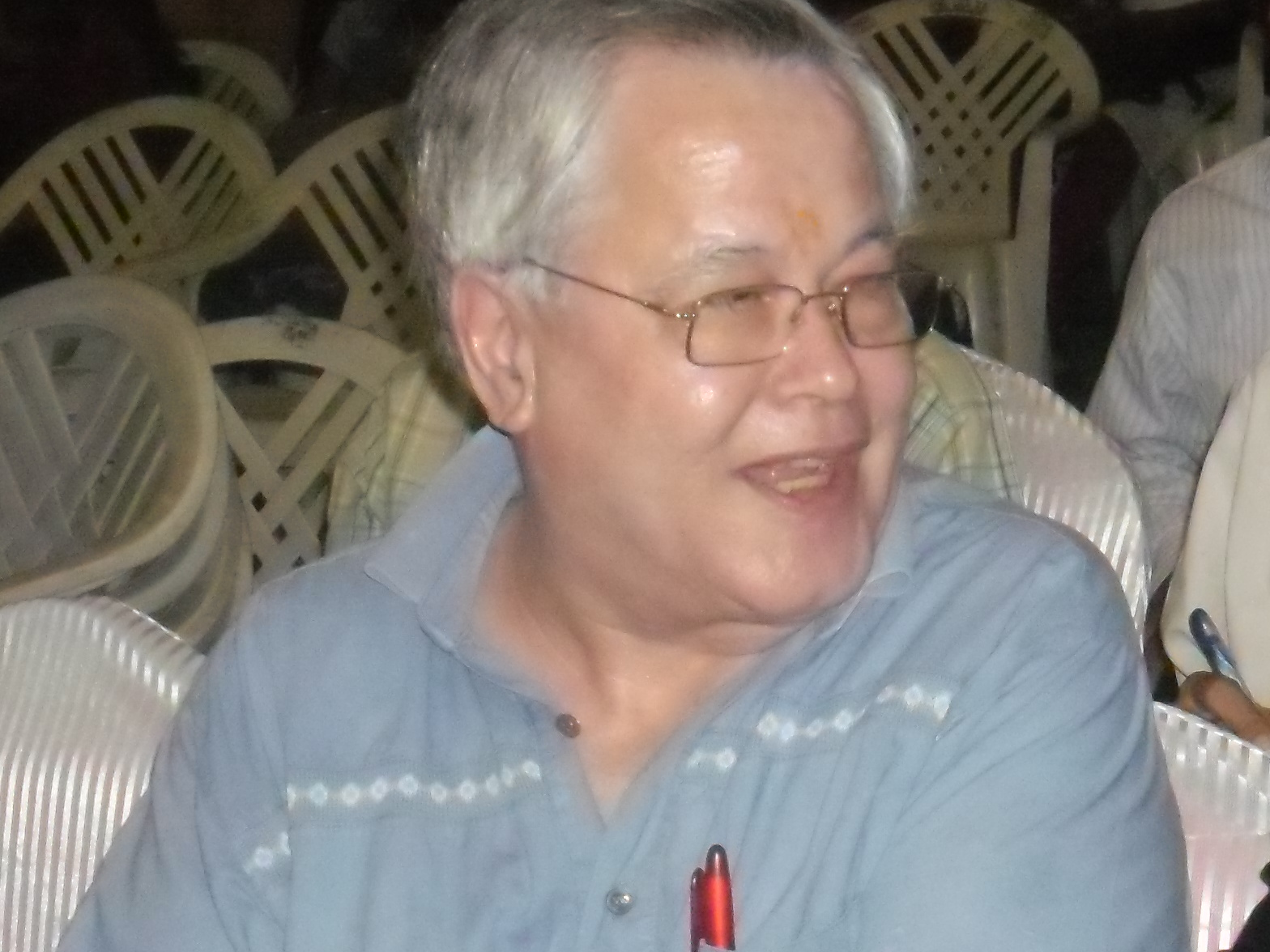
Vic Hayes am College of Engineering, Guindy

Victor Hayes (* 31. Juli 1941 in Surabaya, Niederländisch-Indien) ist ein niederländischer Elektroingenieur. Er gilt als "Vater des Wi-Fi.

## Leben
Hayes ist als Elektrotechniker in den Niederlanden tätig. Er lehrt an der Universität Delft.

## Werke (Auswahl)
- License-exempt: Wi-Fi complement to 3G. W Lemstra, V Hayes - Telematics and Informatics, Volume 26, Issue 3, August 2009, Seiten 227–239
- Licence-exempt: the emergence of Wi-Fi. V Hayes, W Lemstra - info, Volume 11, Issue 5, 2009, Seiten 57–71
- Das IEEE 802.11 Handbuch: a designer's companion; Bob O’Hara, Al Petrick, 2004. Vorwort von Vic Hayes, ISBN 0-7381-4449-5
- The Innovation Journey of Wi-Fi: The Road Toward Global Success; Wolter Lemstra, Vic Hayes, John Groenewegen, 2010, ISBN 0-521-19971-9

## Preise und Auszeichnungen (Auswahl)
- 1998: IEEE Standards Association's Standards Medal.”.[1][2]
- 2007: IEEE Charles Proteus Steinmetz Award.[3]
- 2012: George R. Stibitz Computer & Communications Pioneer Award.[4]